# Odunec
Odunec (dříve Vodonec, německy Wodonetz, starší názvy Odunz, Odunyecz, Oduncz) je obec v okrese Třebíč. Žije zde 96 obyvatel. Obec se nachází 3 km západně od města Hrotovice.
V obci je nepřístupný barokní zámek.
Sousedními obcemi sídla jsou Valeč, Zárubice, Dolní Vilémovice, Hrotovice a Račice.

## Geografie
Ze severu na jih vede přes zastavěné území obce silnice z Valče do Račic, z ní pak vede jihozápadně silnice do Myslibořic. Západně ze zastavěného území obce vede silnice do Zárubic a východně od blízkého Dvora Hubert vede silnice do Hrotovic. V lese na severním okraji území obce ve západně lesní silnice spojující dvě silnice mezi vesnicemi. Ze západu na východ vede přes zastavěné území obce cyklostezka 401. 
Většina území obce je využívána zemědělsky, jen severní okraj území obce je zalesněn, izolovaný les se nachází i západně od zastavěného území obce u kopce Kočík, na jižním okraji území obce se nachází okraj lesa pod kopcem Svatocheň. Na jižním okraji zastavěného území obce se nachází zemědělský areál Farmy Škodovi, na severním okraji zastavěného území obce se nachází areál JZD v někdejším Dvoře Hubert. 
U silnice západně od zastavěného území obce pramení Račický potok, ten pak teče východně k Račicím a dále k Rouchovanům, kde se po cca 10 km stéká s Rouchovankou u Mstinského rybníka. V zastavěném území obce se do Račického potoka vlévá nepojmenovaný potok, který pramení západně od zastavěného území obce a protéká přes malý rybník Obora. Těsně za západní hranicí území obce se nachází rybník Klárka. Severní část území obce odvodňuje několik nepojmenovaných potoků, které ústí do Rouchovanky (Mocly), která tvoří část severní hranice území obce a následně po cca 20 km ústí do Rokytné u Horních Kounic.
Území obce je relativně rovinaté, nejvyšším vrcholem je kopec Kočík (501 m), těsně za jižní hranicí území obce se nachází kopec Svatocheň (523 m), směrem na sever se území obce snižuje a nejnižší část území se nachází v údolí Rouchovanky a dosahuje cca 450 metrů nad mořem. 
Zastavěná část obce se nachází téměř uprostřed území obce, těsně za severním okrajem zastavěného území obce se nachází někdejší Dvůr Hubert.

## Název
Jméno vesnice se dá vyložit dvěma způsoby: Buď bylo původní německé jméno Odunz (je v nejstarším písemném dokladu), jehož starší podoba Oduns s přivlastňovacím významem ("Odunova") byla odvozena od osobního jména Odun, domácké podoby jména Audobert, nebo bylo na počátku české jméno Oduneč (doložené ve 14.-16. století) rovněž s přivlastňovacím významem odvozené od osobního jména Odunec či Odunek (jejich základem bylo sloveso dunúti - "vanout"), jehož koncové -ec bylo převzato z německé varianty jména vsi.

## Historie
První zmínka o obci se datuje do roku 1278 (Odunz), kdy je zmíněn Bohuslav z Odunce. Ve 14. století byly dvory v Odunci vlastněny mnoha majiteli. V roce 1412 však Petr z Račic získal postupně většinu statků v Odunci, následně se spojil se svým bratrem Adamem. Jindřich z Lančova se však o statky v Odunci přel s Adamem a soudní při vyhrál, ale Adam se nadále odvolával a do sporu vstoupil i Petr z Račic. Posléze Petr z Račic daroval svoje statky v Odunci dceři Adama – Sčastni. Ta pak prodala svoji část Odunce Mikulášovi ze Zárubic. I nadále byly však statky v Odunci roztříštěny mezi mnoho majitelů. Postupně se v roce 1524 dostaly dva lány v Odunci od Kateřiny ze Zárubic ke krhovského panství a k roku 1611 se dostal Odunec do majetku Jindřicha Zahradeckého a stal se součástí krhovského panství.
V roce 1643 prodal Karel Zahrádecký Odunec a další vesnice v krhovském panství Janovi Arnoštovi ze Schärfenberka, ten hned roku 1652 prodal panství Ondřejovi Bartonidesovi z Tyran. V roce 1679 pak zakoupil hrotovické a krhovské panství Ondřejovi Rodenovi z Hirzenau. Krhovské panství pak Rodenům patřilo až do roku 1825.
Roku 1826 zakoupil hrotovické panství hrabě Hubert Harnoncour, po němž nese jméno dvůr Hubert (Hubertov). Poté zakoupil panství rakouský podnikatel Antonín Dreher, jehož rodina si statky podržela až do roku 1921, kdy přešly během pozemkové reformy na československý stát. Hrotovický statek přechází roku 1924 do vlastnictví manželů Odehnalových. Roku 1898 byla dokončena silnice Hrotovice – Hubertův dvůr – Zárubnice – Lipník. Roku 1908 byla dokončena stavba silnice Odunec – Račice. Silnice z Odunce do Myslibořic byla dokončena až mezi dvěma světovými válkami. Koncem 19. století byl vyprojektován návrh na výstavbu železniční trati Miroslav – Hrotovice – Třebíč; z těchto plánů však později sešlo.
Za přispění nájemce velkostatku Dworžaka byla na místě rodinného domku rodiny Škrkalových dokončena roku 1910 odunecká kaple sv. Rodiny. V době první světové války narukovalo z obce Odunec 38 mužů, šest bylo raněno a pět v této válce padlo. Ještě v prvních letech Československé republiky užívá obec starý název Vodonec, teprve roku 1925 rozhodnutím okresního soudu v Hrotovicích je název úředně opraven. Na Štědrý den roku 1927 je obec elektrifikována. V roce 1930 po sčítání lidu má obec 41 popisných čísel a 253 obyvatel. V den pohřbu prvního čs. presidenta T. G. Masaryka 21. září 1937 se konala ve školní budově smuteční tryzna.
V době mezi válkami byla v obci provozována cihelna (majitel Jan Kuchařík), lihovar – vedoucím lihovaru byl ruský emigrant A. Kazmin. Většina obyvatel pracovala v zemědělství. Druhá světová válka nezanechala v obci významnější škody – poslední německý voják padl ve strouze mezi Oduncem a Račicemi u pole p. F. Škody 8. května 1945.
Na parcele věnované p. Josefem Kuchaříkem byla roku 1912 vystavěna nákladem 30 tisíc korun jednotřídní škola. Učitelem byl zde ustanoven František Jirda z Višňové. O rok později měla škola 56 žáků. Po odvodu učitele Jirdy na bojiště první světové války byla výuka omezena na úterý, čtvrtek a sobotu – vyučovat docházel p. učitel ze zárubické školy. Dočasně byla škola pro nízký stav žactva uzavřena roku 1952. Vyučování bylo opět zahájeno roku 1957 s 28 žáky. Roku 1968 je škola definitivně uzavřena a výuka žactva i veškerý inventář je přesunut do Valče.
Roku 1950 byla v Odunci založena Místní jednota požární ochrany. O sedm let později byla otevřena nově vystavěná hasičská zbrojnice. V obci fungoval Československý svaz žen, místní organizace Československého červeného kříže a Sokolská jednota. Cvičenci z Odunce se také zúčastnili posledního všesokolského sletu v roce 1948 v Praze.
Po roce 1945 proběhlo v několika etapách několik agrárních reforem. Největším zemědělcům v obci byl sepsán majetek a jejich pozemky přešly pod státní statek. Jaroslav Kříž byl jako „kulak“ odsouzen k 8 měsícům vězení. František Kalina se snažil i nadále hospodařit, nebyl však schopen splnit přehnané podmínky. Za zveličeného soudního řízení byl odsouzen k 8 letům vězení. 1. družstvo se v Odunci rozpadlo již roku 1951, jako poslední na Hrotovicku pak bylo znovu obnoveno v roce 1959. V roce 1973 došlo ke sloučení s JZD Hrotovice a státních statků Odunec a Hrotovice. Na Hubertě JZD vybudovalo v letech 1985–1987 novou porodnu prasnic, halu, výkrmnu skotu, kancelářskou budovu a rekonstrukci bytů pro zaměstnance.
V roce 1990 došlo k osamostatnění obce Odunec a vytvoření samosprávy. V roce 1992 proběhla rekonstrukce sítě veřejného osvětlení, odbahnění a úpravy rybníka Obora a později provedena stavba vodovodu z přivaděče Vranov – Dukovany. V roce 1994 byla provedena zásadní oprava budovy školy a do této budovy byla přestěhována místní knihovna. Dne 28. května 1994 byla instalována pamětní deska na místní kapli. V roce 1998 byl instalován nový zvon do místní kaple s nápisem sv. Josef.
V roce 2017 byla schválena dotace kraje Vysočina pro udržení malých obchodů ve vesnici, Odunec je jednou z podpořených obcí.
Do roku 1849 patřil Odunec do hrotovického panství, od roku 1850 patřil do okresu Moravský Krumlov, mezi lety 1942 a 1945 do okresu Moravské Budějovice a od roku 1960 do okresu Třebíč. Mezi lety 1850 a 1867 patřil Odunec pod Krhov a mezi lety 1980 a 1990 byla obec začleněna pod Hrotovice, následně se obec osamostatnila.

## Demografie
| Rok            | 1869 | 1880 | 1890 | 1900 | 1910 | 1921 | 1930 | 1950 | 1961 | 1970 | 1980 | 1991 | 2001 |
| Počet obyvatel | 175  | 161  | 163  | 181  | 224  | 274  | 253  | 184  | 210  | 162  | 151  | 121  | 97   |

## Politika
Do roku 2014 zastával funkci starosty Jaroslav Otoupal, od roku 2014 vykonává funkci starosty Milan Šabatka.

### Volby do Poslanecké sněmovny
|       | 2006              | 2010              | 2013              | 2017              | 2021                  |
| ----- | ----------------- | ----------------- | ----------------- | ----------------- | --------------------- |
| 1.    | ODS (31,57 %)     | KSČM (20,96 %)    | KSČM (24,19 %)    | ANO (19,64 %)     | SPOLU (31,66 %)       |
| 2.    | ČSSD (29,82 %)    | ČSSD (20,96 %)    | KDU-ČSL (17,74 %) | KDU-ČSL (17,85 %) | ANO (18,33 %)         |
| 3.    | KSČM (22,8 %)     | VV (17,74 %)      | ČSSD (14,51 %)    | ODS (12,5 %)      | Piráti+STAN (13,33 %) |
| účast | 67,06 % (57 z 85) | 74,70 % (62 z 83) | 70,45 % (62 z 88) | 75,68 % (56 z 74) | 76,25 % (61 z 80)     |

### Volby do krajského zastupitelstva
|      | 1.                    | 2.                | 3.                | účast             |
| ---- | --------------------- | ----------------- | ----------------- | ----------------- |
| 2000 | KSČM (33,33 %)        | ODS (26,66 %)     | 4KOALICE (20 %)   | 37,34 % (31 z 83) |
| 2004 | KSČM (48,48 %)        | ODS (27,27 %)     | SNK (18,18 %)     | 38,82 % (33 z 85) |
| 2008 | ODS (29,41 %)         | KSČM (26,47 %)    | ČSSD (23,52 %)    | 40,48 % (34 z 84) |
| 2012 | ČSSD (26,31 %)        | KSČM (21,05 %)    | ODS (15,78 %)     | 45,05 % (41 z 91) |
| 2016 | KSČM (19,51 %)        | ČSSD (17,07 %)    | KDU-ČSL (14,63 %) | 51,25 % (41 z 80) |
| 2020 | STAN+SNK ED (34,48 %) | KDU-ČSL (17,24 %) | ODS+STO (13,79 %) | 37,18 % (29 z 78) |
| 2024 | ODS+TOP 09+STO (40 %) | ANO (25,71 %)     | KDU-ČSL (11,42 %) | 44,3 % (35 z 79)  |

### Prezidentské volby
V prvním kole prezidentských voleb v roce 2013 první místo obsadil Karel Schwarzenberg (16 hlasů), druhé místo obsadil Jan Fischer (15 hlasů) a třetí místo obsadil Miloš Zeman (15 hlasů). Volební účast byla 79,12 %, tj. 72 ze 91 oprávněných voličů. V druhém kole prezidentských voleb v roce 2013 první místo obsadil Karel Schwarzenberg (38 hlasů) a druhé místo obsadil Miloš Zeman (27 hlasů). Volební účast byla 72,22 %, tj. 65 ze 90 oprávněných voličů.
V prvním kole prezidentských voleb v roce 2018 první místo obsadil Miloš Zeman (24 hlasů), druhé místo obsadil Jiří Drahoš (18 hlasů) a třetí místo obsadil Pavel Fischer (11 hlasů). Volební účast byla 82,89 %, tj. 63 ze 76 oprávněných voličů. V druhém kole prezidentských voleb v roce 2018 první místo obsadil Jiří Drahoš (41 hlasů) a druhé místo obsadil Miloš Zeman (28 hlasů). Volební účast byla 87,34 %, tj. 69 ze 79 oprávněných voličů.
V prvním kole prezidentských voleb v roce 2023 první místo obsadil Petr Pavel (18 hlasů), druhé místo obsadil Andrej Babiš (15 hlasů) a třetí místo obsadil Pavel Fischer (14 hlasů). Volební účast byla 75,95 %, tj. 60 ze 79 oprávněných voličů. V druhém kole prezidentských voleb v roce 2023 první místo obsadil Petr Pavel (44 hlasů) a druhé místo obsadil Andrej Babiš (20 hlasů). Volební účast byla 82,05 %, tj. 64 ze 78 oprávněných voličů.

## Vybavenost
V obci je knihovna, budova bývalé školy sloužící ke kulturním účelům a obecní úřad s prodejnou smíšeného zboží s omezeným provozem. V roce 2017 bylo v obci postaveno dětské hřiště s nástroji i pro cvičení dospělých ze zdrojů Nadace ČEZ.

## Pamětihodnosti
- Barokní zámeček
- Kaple Svaté Rodiny

## Osobnosti
- Josef Kuchařík (1860–1934), politik a dlouholetý starosta obce
- Ladislav Babůrek (1911–1973), malíř